# Marco Verratti
Marco Verratti (* 5. November 1992 in Pescara) ist ein italienischer Fußballspieler. Der Mittelfeldspieler steht aktuell beim katarischen Klub al-Duhail SC unter Vertrag und war Nationalspieler seines Heimatlandes, mit dem er im Sommer 2021 die Europameisterschaft gewinnen konnte.

## Karriere

### Im Verein
Verratti begann seine Karriere beim Delfino Pescara 1936. Dort gab er in der Saison 2008/09 im Alter von 16 Jahren sein Profidebüt in der drittklassigen Lega Pro Prima Divisione. In der Folgesaison kam er zu immer mehr Einsätzen und wurde trotz seines jungen Alters zu einem wichtigen Spieler seiner Mannschaft, mit der er über die Playoffs den Aufstieg in die Serie B schaffte. In der Saison 2011/12 gelang Verratti mit seinem Team der Aufstieg in die Serie A.
In der Sommerpause 2012 wurde er vom französischen Erstligisten Paris Saint-Germain verpflichtet. Die Ablösesumme soll bei rund 13 Millionen Euro gelegen haben.
Nach elf Jahren in Paris wechselte er im September 2023 nach Katar zu al-Arabi. Nach zwei Jahren und insgesamt 40 Pflichtspielen für den katarischen Klub endete sein Vertrag im Sommer 2025. Anfang Juli 2025 wechselte er ligaintern zum al-Duhail SC.

### In der Nationalmannschaft
Seit 2012 spielt Verratti für die U-21-Auswahl Italiens. Im Juni 2013 errang er mit der von Devis Mangia trainierten Mannschaft bei der Europameisterschaft in Israel den Vizetitel, nachdem man sich im Finale Spanien mit 2:4 geschlagen geben musste.
Im Mai 2012 wurde er von Cesare Prandelli in den vorläufigen Kader der Italiener berufen, allerdings nicht in den endgültigen zur EM in Polen und der Ukraine. Seit Ende dieser gehört er jedoch zum festen Personal im Kader. Bei seinem dritten Einsatz, am 6. Februar 2013 im Länderspiel gegen die Niederlande, erzielte Verratti beim 1:1-Unentschieden in Amsterdam seinen ersten Treffer für die Squadra Azzurra.
Bei der siegreichen Europameisterschaft 2021 stand er im italienischen Kader und kam zu fünf von sieben Einsätzen.

## Erfolge

### Nationalmannschaft
- Europameister: 2021

### Im Verein
Delfino Pescara 1936
- Aufstieg in die Serie B: 2009/10
- Italienischer Zweitligameister: 2011/12

Paris Saint-Germain
- Französischer Meister: 2012/13, 2013/14, 2014/15, 2015/16, 2017/18, 2018/19, 2019/20, 2021/22
- Französischer Pokalsieger: 2014/15, 2015/16, 2016/17, 2017/18
- Französischer Ligapokalsieger: 2013/14, 2014/15, 2015/16, 2016/17, 2017/18, 2019/20
- Französischer Supercupsieger: 2013, 2014, 2015, 2016, 2017, 2018, 2019, 2020

### Persönliche Auszeichnungen
- Fußballer des Jahres der Serie B: 2012
- Trofeo Bravo: 2012
- Aufnahme in das Allstar-Team der U-21-Europameisterschaft 2013
- Pallone Azzurro: 2015
- Spieler des Monats der Ligue 1: September 2013 und Februar 2017
- Verdienstorden der Italienischen Republik (Ritter) – für den Gewinn der Europameisterschaft 2021[7]